# One Future Preis
Der One-Future-Preis ist ein Filmpreis der Interfilm Academy Munich. Er würdigt Filme, die sich ethisch und filmästhetisch mit dem Thema einer unteilbaren Zukunft für diese Welt auseinandersetzen. Der Preis wird seit 1986 jedes Jahr an einen Kinofilm aus dem Gesamtprogramm des Filmfests München verliehen.

## Stifter
Die Interfilm Academy Munich e. V. ist ein gemeinnütziger Verein, der den Dialog zwischen Film, Kultur und Religion fördert. Sie richtet sich an Menschen, die auf zeitgemäße Weise nach Sinn fragen wollen. Sie fördert das Verständnis der ästhetischen, spirituellen und sozialen Bedeutung des Kinos in der Kirche und engagiert sich für die Wahrnehmung von Kirche, Theologie und Religion in der Filmkultur. Die Interfilm Academy Munich e. V. steht in einem ökumenischen Horizont. Wie der Film eine globale Form des Ausdrucks und der Kommunikation darstellt, ist sie der Ökumene verpflichtet: einer Verständigung über die Grenzen von einzelnen Konfessionen, Kirchen und Religionen hinaus.

## Preisträger
Zu den Preisträgern des One-Future-Preises gehörten u. a.:
- 1988: Ein kurzer Film über das Töten von Krzysztof Kieślowski
- 2003: Omnibus 174 von José Padilha
- 2014: Das Salz der Erde von Wim Wenders und Juliano Ribeiro Salgado[1]
- 2015: Babai von Visar Morina
- 2016: Eine unerhörte Frau von Hans Steinbichler
  - Lobende Erwähnung: Die Reise mit dem Vater von Anca Miruna Lăzărescu
  - Lobende Erwähnung: Lo and Behold von Werner Herzog
  - Ehrenpreis: Heiner Stadler
- 2017: Pure Hearts von Roberto de Paolis
  - Ehrenpreis: Artur Brauner
- 2018: A Letter to A President von Roya Sadat
  - Lobende Erwähnung: Welcome to Sodom von Christian Krönes und Florian Weigensamer
  - Ehrenpreis: Gerd Baumann
- 2019: Perro Bomba von Juan Cáceres
  - Ehrenpreis: Elisabeth Endriss
- 2020: The Great Green Wall von Jared P. Scott
  - Lobende Erwähnung: Corpus Christi von Jan Komasa
  - Ehrenpreis: Matthias Hellwig
- 2021: Nahschuss von Franziska Stünkel[2]
- 2022 Nicht ganz koscher von Stefan Sarazin und Peter Keller[3]
- 2023: Siccità von Paolo Virzi
  - Lobende Erwähnung: Black Box von Aslı Özge
  - Lobende Erwähnung: War and Justice von Marcus Vetter, Michele Gentile
  - One Future Ehrenpreis: Michael Verhoeven
- 2024: Petra Kelly – Act Now! von Doris Metz
  - One Future Ehrenpreis: Petra Kelly (posthum)
- 2025: TBD
  - Ehrenpreis: Peter Maffay